# Sakher Habash
Sakher Habash (Bayt Dajan, bij Jaffa, 10 november 1939 - 1 november 2009) was een Palestijns leider van de Fatah-beweging. 
Habash werd vluchteling tijdens de Arabisch-Israëlische Oorlog van 1948 en kwam terecht in  Ramallah en vervolgens in het vluchtelingenkamp van Balata nabij Nablus. In 1958 ging hij geologie en waterhuishouding studeren aan de "Ain Shams"- universiteit in Caïro. In het begin van de jaren 1960 raakte hij geïnteresseerd in de Palestijnse nationale beweging en in 1962 werd hij lid van Fatah , waar hij verantwoordelijk werd voor de rekruteringen. In oktober 1972 werd Habash aangesteld tot nationaal leider van Fatah in Libanon en van augustus 1999 tot augustus 2009 was hij lid van het Centraal Comité van Fatah, waar hij vicegeneraal was voor de spionageactiviteiten. Hij was ook een vruchtbaar schrijver en dichter. Habash overleed in november 2009 aan een beroerte.